# Hollandsche Spectator

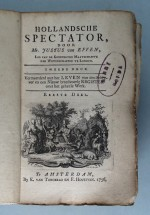
De Hollandsche Spectator

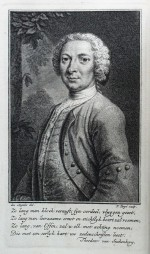
Justus van Effen

Hollandsche Spectator („Holenderski Spectator“) – pismo wychodzące w Holandii w latach 1731–1735. Stworzył je Justus van Effen (1684–1735), holenderski pisarz, tłumacz i dziennikarz z  Utrechtu. Van Effen stworzył je na wzór brytyjskiego „The Spectator“ Josepha Addisona, który czytał podczas pobytu w Londynie.
W „Hollandsche Spectator“ van Effen poruszał tematy polityki, kultury, wiary i gromił holenderski szowinizm.
Publikacja Hollandsche Spectator jest uważana za jedno z najcenniejszych osiągnięć holenderskiej literatury końca XVIII wieku i inspirację dla wielu holenderskich dziennikarzy i literatów.